# Goronne
Goronne est un village de la commune belge de Vielsalm située en Région wallonne dans la province de Luxembourg. Il fait partie de la section de Vielsalm.

## Histoire
Le 7 janvier 1945 a lieu une bataille opposant des troupes du 508e régiment d'infanterie parachutiste de la 82e division aéroportée américaine face aux troupes allemandes sur la colline du Thier-Du-Mont. Les pertes humaines sont lourdes des deux côtés.

## Géographie
Goronne est situé deux kilomètres à l’ouest du village de Vielsalm, sur la route menant à Lierneux. Goronne est limitrophe du village de Menil et d'Arbrefontaine, situés dans la Province de Liège.